# 罪滅ぼし
| ウィキペディアには「罪滅ぼし」という見出しの百科事典記事はありません（タイトルに「罪滅ぼし」を含むページの一覧/「罪滅ぼし」で始まるページの一覧）。 代わりにウィクショナリーのページ「つみほろぼし」が役に立つかもしれません。 |